# 사탄의 인형 5: 씨드 오브 처키
《사탄의 인형 5: 씨드 오브 처키》(영어: Seed of Chucky)는 2004년 공개된 블랙 코미디 슬래셔 영화이다. 《사탄의 인형 4: 처키의 신부》(1998)의 속편이며, 《커스 오브 처키》(2013)로 이어진다.

## 줄거리
전편으로부터 6년 뒤. 온화한 성격의 살아있는 인형 싯페이스는 자신을 학대하는 복화술사에 의해 강제로 무대에 서서 공연을 하고 있다. 공연이 끝나면 폭언을 듣고 우리에 가둬지는 게 일상. 싯페이스는 손목에 찍힌 "일본산"(Made in Japan)이란 표시가 친부모를 찾게 해줄 유일한 단서라고 믿는다.
장면은 산타클로스 옷을 입은 남자가 여자친구와 전화로 싸우고 묘지를 지나가다가 처키와 티퍼니 커플에게 살해되는 현장으로 넘어간다. 곧 이는 유명한 도시 괴담이 된 처키를 모티브로 제작 중인 공포 영화 촬영장으로 드러난다. 처키와 티퍼니 인형의 움직임은 전부 연결된 기계가 처리하는 중이다.
싯페이스는 영화 홍보차 방송에 나온 처키와 티퍼니 인형을 보다가 처키가 시청자들을 향해 손을 흔드는 순간 손목에 "일본산"이 찍혀있는 것을 발견한다. 처키와 티퍼니가 부모라고 확신한 싯페이스는 해당 영화의 할리우드 소품실로 자신을 배달시킨다. 한편 이 영화의 주연 배우인 제니퍼 틸리에겐 식탐 문제가 있으며, 레드맨의 감독 데뷔작에서 마리아 역을 맡으려고 그를 집으로 초대한다.
싯페이스는 자신에게 남겨졌던 주구 덤볼라의 심장 뒷면에 각인된 주술을 외워 처키와 티퍼니를 되살려낸다. 처키는 싯페이스가 본인 아이임을 깨닫고 충격으로 기절한다. 인형 기술자는 문제가 생긴 것 같은 티퍼니를 수리하려고 등의 뚜껑을 열었다가 싱싱하게 살아 숨 쉬는 장기가 드러나자 놀란다. 이때 처키와 티퍼니가 양쪽에서 철사를 잡아당겨 기술자의 목을 날려 죽이고, 싯페이스는 놀라서 오줌을 싼다. 처키가 성기가 없는 싯페이스의 이름을 새로 글렌으로 지어주자 티퍼니가 글렌다로 다시 정정한다. 제니퍼는 처키의 멜빵바지 안에 숨겨둔 초코바를 찾으러 왔다가 기술자의 시체를 발견하고 경찰에 신고해 언론의 관심을 한 몸에 받는다.
처키와 티퍼니는 제니퍼를 대리모로 써서 글렌의 인간 몸을 만들고 본인들의 영혼은 제니퍼와 레드맨의 몸에 옮기기로 하고 제니퍼의 집에 간다. 티퍼니는 레드맨과 제니퍼가 마시는 샴페인에 몰래 수면제를 타고 둘의 머리를 쳐서 정신을 잃게 한 다음 처키가 화장실에서 자위로 빼낸 정액을 칠면조 육즙 뿌리개를 이용해 제니퍼에게 매정한다.
다음 날 제니퍼는 자신이 임신했음을 깨닫는다. 레드맨은 정관 수술을 받았다며 책임을 부인하고 임신한 여성은 신체적 매력이 떨어진다는 이유로 제니퍼를 영화에서 해고한다. 분노한 제니퍼는 레드맨을 죽여버린다. 부두 마법으로 배가 급속히 부풀고, 처키와 티퍼니는 죽은 레드맨을 대신해 제니퍼를 사랑하는 수행 기사 스탠을 납치한다. 제니퍼의 조수 조앤이 찾아오자 글렌의 여형제 글렌다가 존재를 드러내며 조앤을 죽여버린다. 분리된 두 영혼 글렌다와 글렌은 인형의 몸을 공유하며, 평화주의자인 글렌과 달리 글렌다는 사이코패스이다. 제니퍼는 남녀 쌍둥이를 출산한다.
마침 경찰이 도착하고, 혼란통 속에서 깨달음을 얻은 처키가 인형으로 자족하며 살아가겠다고 하자 티퍼니는 처키와 헤어지고 글렌은 자신이 데려가겠다고 통보한다. 분노한 처키는 티퍼니의 영혼이 제니퍼의 몸으로 옮겨지는 것을 막기 위해 제니퍼에게 칼을 던지지만 스탠이 몸을 날려 막고 대신 죽는다. 티퍼니는 병원에 입원한 제니퍼에게 다시 영혼을 교체하는 주술을 실행하지만 처키가 티퍼니의 머리를 도끼로 찍어 죽여 버린다. 분노한 글렌은 이 도끼를 집어들고 처키의 팔과 목을 날린다.  
5년 뒤 제니퍼의 쌍둥이 자녀 글렌과 글렌다의 생일. 글렌다가 너무 무섭다며 유모가 일을 그만두겠다고 하자 제니퍼는 유모를 티퍼니 인형으로 내려쳐 죽여버린다. 주술이 성공해 티퍼니의 영혼이 제니퍼에게 옮겨진 것이다. 글렌이 한 선물 상자를 열자 그 안에 들어있던 처키의 잘린 팔이 튀어올라 글렌의 목을 움켜쥐고 처키 특유의 웃음소리가 울려퍼지는 가운데 영화가 끝난다.

## 출연진
- 브래드 도리프 - 처키 (목소리) 역
- 제니퍼 틸리 - 본인 / 티퍼니 (목소리) 역
- 빌리 보이드 - 글렌 (목소리) / 글렌다 (목소리) 역
- 레드맨 - 본인 역
- 해나 스피어릿 - 조앤 역
- 존 워터스 - 피트 피터스 역
- 키스리 캐슬 - 사익스 역
- 스티브 로턴 - 스탠 역
- 토니 가드너 - 본인 역
- 제이슨 플레밍 - 산타 역
- 니컬러스 로 - 변호사 역
- 빈스 엘바라위 - 인간 글렌 역
- 가이 J. 루선 - 돈 맨시니 역
- 다이애나 먼티애누 - 팬 역
- 바너비 톰프슨 - 웃는 인형 조종자 역
- 엘리엇 매슈스 - 경찰 1 역
- 데비 리 캐링턴 - 본인 역 (DVD 삭제 장면, 크레디트 미기재)

## 기타 제작진
- 공동 제작: 로라 모스커비츠
- 배역: 케이트 플랜틴